# Chlumčany, Louny
Chlumčany là một làng thuộc huyện Louny, vùng Ústecký, Cộng hòa Séc.